# Tom McCormick
(en) Statistiques sur pro-football-reference
Thomas Michael McCormick, né le 16 mai 1930 à Waco et mort le 20 septembre 2012 à Flippin, est un joueur et entraîneur américain de football américain.

## Biographie

### Enfance et université
Après avoir suivi les cours de la Polytechnic High School de San Francisco, McCormick rejoint le Menlo College avant d'être transféré à l'université du Pacifique et de jouer pour l'équipe de football américain des Tigers. Il bat les records de la faculté concernant le nombre de touchdowns inscrits sur une saison, le nombre de yards courus sur une saison et enfin le total de yards parcourus sur une carrière dans cette université.

### Carrière
Tom McCormick est sélectionné au huitième tour de la draft 1952 de la NFL par les Rams de Los Angeles au quatre-vingt-dix-septième choix. Après une première année titulaire chez les Rams en 1953, il devient remplaçant pendant deux saisons. Échangé aux Giants de New York avec Ed Hugues contre un choix au quatrième tour de la draft 1957, utilisé sur Lamar Lundy, il ne joue aucun match avec cette équipe et apparaît lors de six rencontres avec les 49ers de San Francisco en 1956 avant de disparaître des terrains.
En 1961, il devient le tout premier entraîneur de l'équipe de football américain de la El Camino High School de South San Francisco avant de rejoindre les Vikings du Minnesota comme entraîneur des coureurs et de certains receveurs,. Il devient membre du staff de Norm Van Brocklin avant de devenir adjoint de Vince Lombardi chez les Packers de Green Bay, remportant le Super Bowl II. McCormick revient à El Camino et s'inspire des tactiques de Lombardi pour construire celles de son équipe lycéenne de 1969 à 1975. Il prend sa retraite de l'enseignement en 1987.